# Turntablism

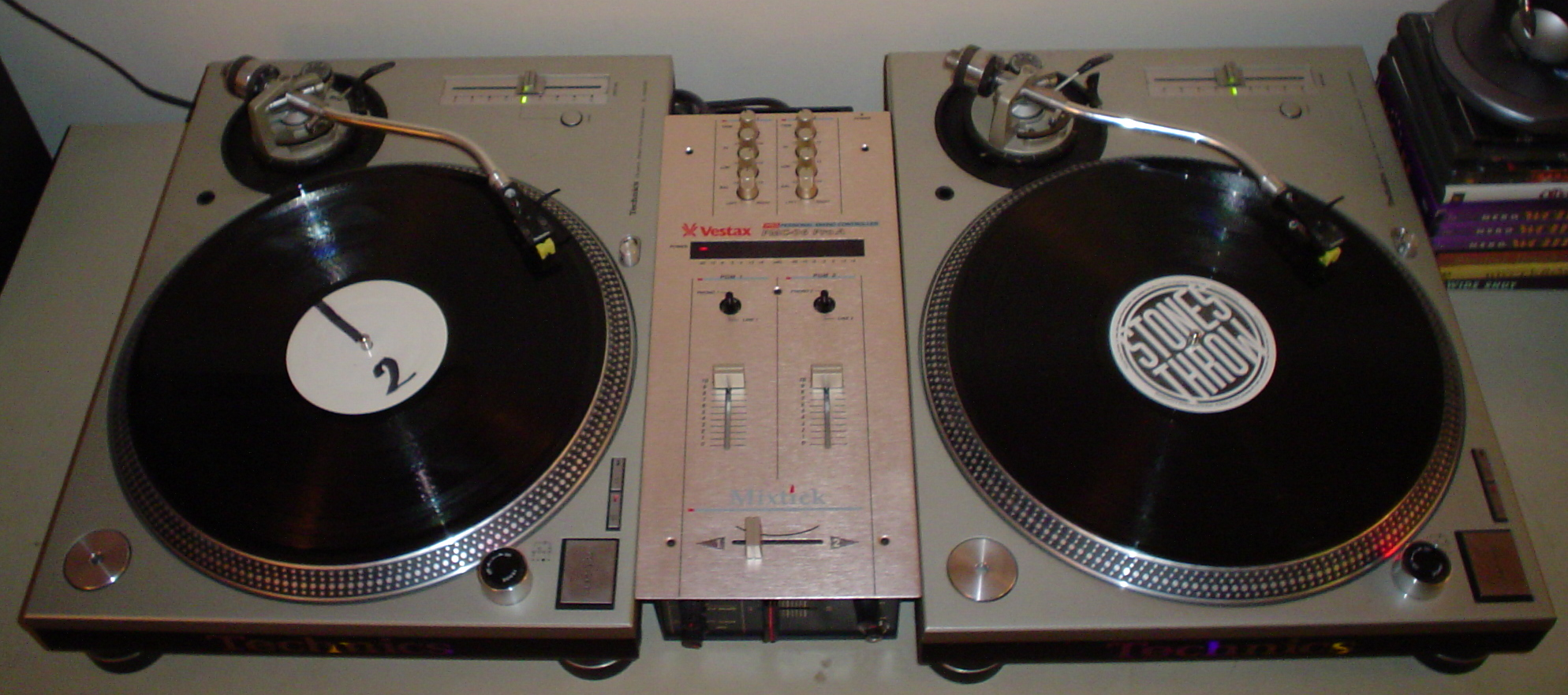
Sistema toca-disco para DJ

O Turntablism é a arte de manipular sons e criar músicas usando turntable fonógrafo e um DJ mixer. A palavra turntablist (não há tradução para a língua portuguesa) foi criada em 1995 pelo DJ Babu para descrever a diferença entre um DJ, que apenas reproduz discos, e um que exerça por tocar e mover as músicas, e um misturador para manipular som. O novo termo de co-ocorrência com um ressurgimento da arte de estilo hip hop, DJing, foi criado na década de 1990.
John Oswald descreve a arte como única e essencial no hip hop. Os músicos do turntablism também se consideram capazes de improvisar em competições uns contra os outros.